# هکتون (پنسیلوانیا)
هکتون (به انگلیسی: Heckton) یک منطقهٔ مسکونی در ایالات متحده آمریکا است که در Dauphin County واقع شده‌است.